# Collégiale Saint-Prix de Livron-sur-Drôme
La collégiale Saint-Prix de Livron-sur-Drôme est une ancienne collégiale située à Livron-sur-Drôme, construite à la fin du XVe siècle et aujourd'hui en grande partie ruinée.
La collégiale fait l’objet d’une inscription au titre des monuments historiques en 1926 en même temps que l'ensemble du cimetière dans lequel ses vestiges sont conservés.

## Description
Seuls subsistent aujourd'hui, dans l'enceinte du cimetière, les vestiges du chœur de la collégiale, conservés sur 7,6 m de hauteur. On voit encore sur le chevet plat les restes d'un triplet de baies en lancette, deux autres baies similaires s'ouvrant dans les deux murs gouttereaux. Des départs de voûte dans les angles montrent que le chœur était initialement couvert d'une voûte d’ogive. Les murs conservent des restes très fragmentaires d'enduits peints avec notamment des faux appareils. 
Au nord sont visibles les restes du mur oriental d'un bras du transept, dont une construction plus récente du cimetière forme la symétrie au sud. Des tombes occupent l'espace de l'ancien chœur.

## Historique de l'église

### Histoire religieuse: catholiques et protestants
La collégiale Saint Prix est construite à partir de 1485 et consacrée en 1493 par Donatus, vicaire de l’évêque de Valence Jean d'Espinay. Elle dépendait de Saint-Apollinaire de Valence. La collégiale est dédiée à Saint Prix, évêque d'Auvergne.
En 1540 la collégiale est desservie par un prêtre avec charge d’âme et un collège composé de onze prêtres de chœur et de six clercs.
La collégiale est partiellement dégradée à l'occasion des guerres de religions, la ville comptant une importante population protestante. Les soldats protestants détruisent en 1562 les portes de la collégiale, ses statues et son autel. Une tentative de restauration du culte catholique est menée en 1568 par le baron de Gordes, lieutenant général du Dauphiné qui fait revenir le prêtre, exilé à Valence. La collégiale est à nouveau dégradée en 1568 et le culte catholique a lieu dans un autre local au moins à partir de 1570.
Les consuls, majoritairement protestants, rendent la collégiale, ruinée et partiellement réparée avec un couverture de bois, aux catholiques en 1576. Elle fait alors uniquement office d'église paroissiale et non plus de collégiale. En 1632 les catholiques romains, redevenus majoritaires, abandonnent la collégiale et occupent de force l'ancien temple protestant pour en faire leur église paroissiale. Elle le restera jusqu'en 1937-1938.

### Histoire des ruines
Les restes de la collégiale sont englobés dans le cimetière municipal et servent de carrière en se dégradant progressivement. Ne sont conservés au début du XXIe siècle que les trois murs formant le chœur à chevet plat ainsi que les vestiges d'une chapelle coté nord.  Les vestiges de la maison consulaire sont situés à quelques dizaines de mètres à l'ouest de ceux de la collégiale, en bordure du cimetière. On peut de nos jours visiter les ruines librement. Des tombes des XIXe et XXe siècles sont présentes à l’intérieur des ruines du chœur.
En 2015 les ruines de la collégiale ont fait l'objet d'une étude archéologique par Quentin Rochet (Archeodunum) en amont d'une stabilisation par les services municipaux,.

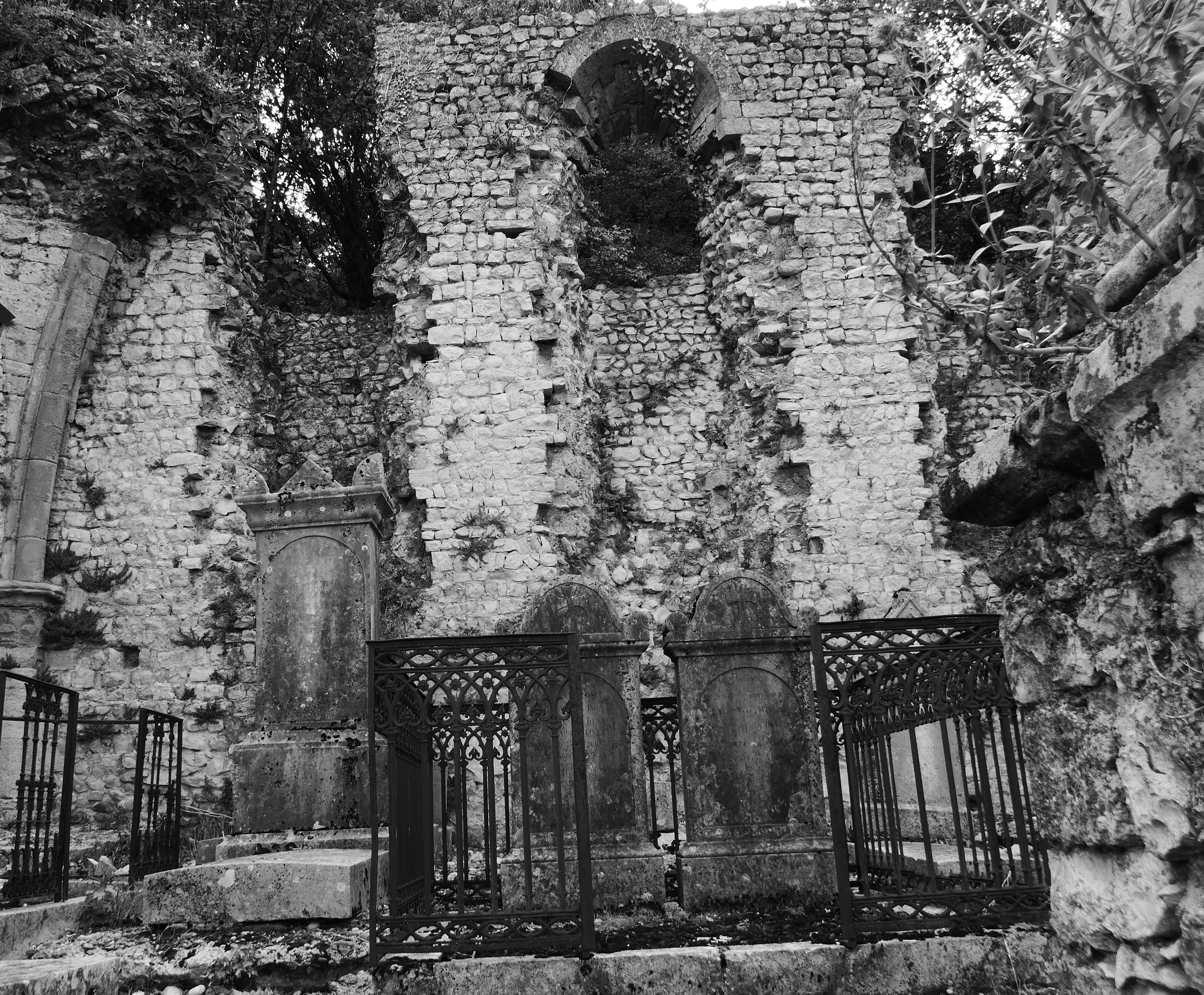
Baie axiale du chœur de la collégiale et tombes installées dans le chœur
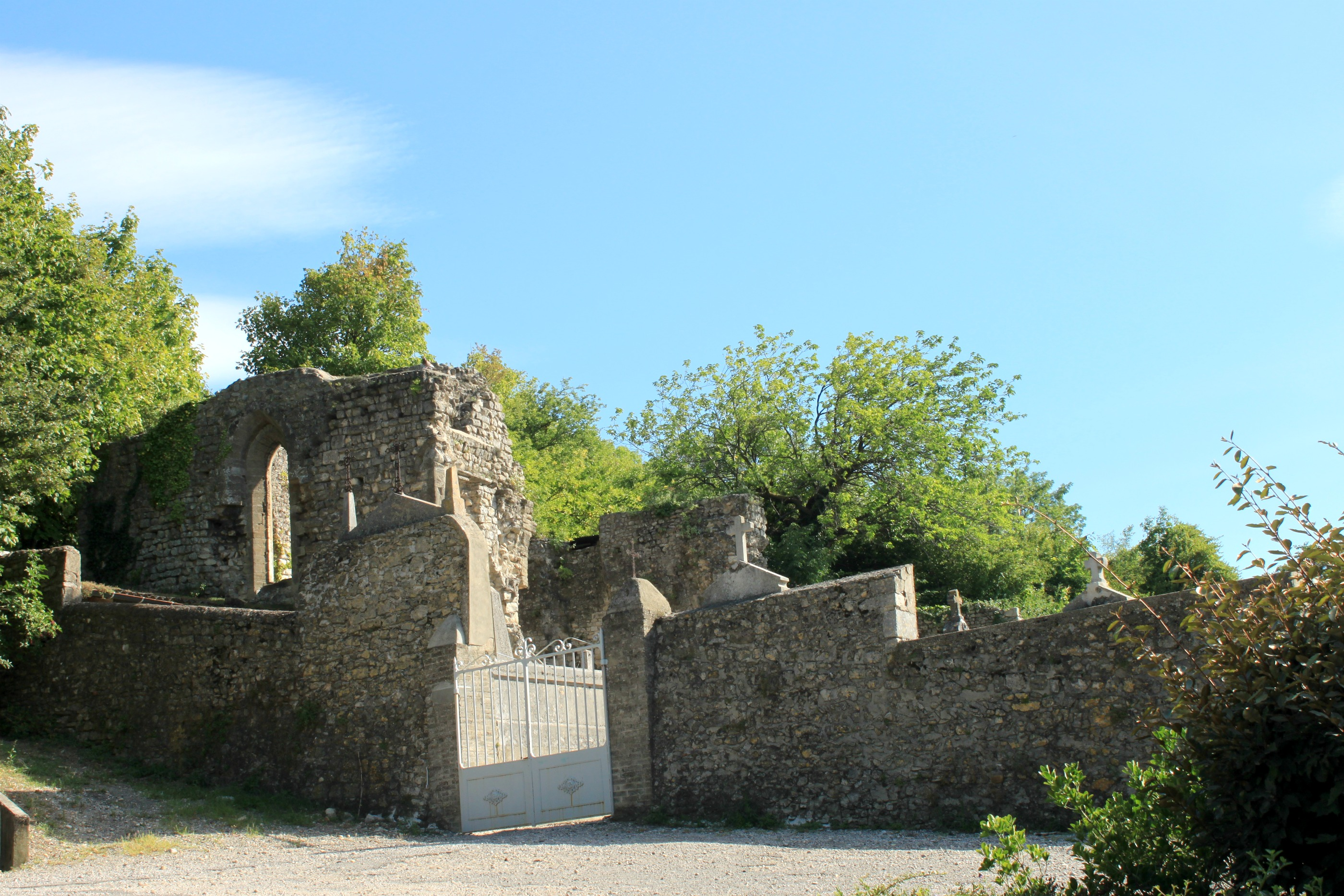
L'entrée du cimetière au premier plan et les vestiges de la collégiale
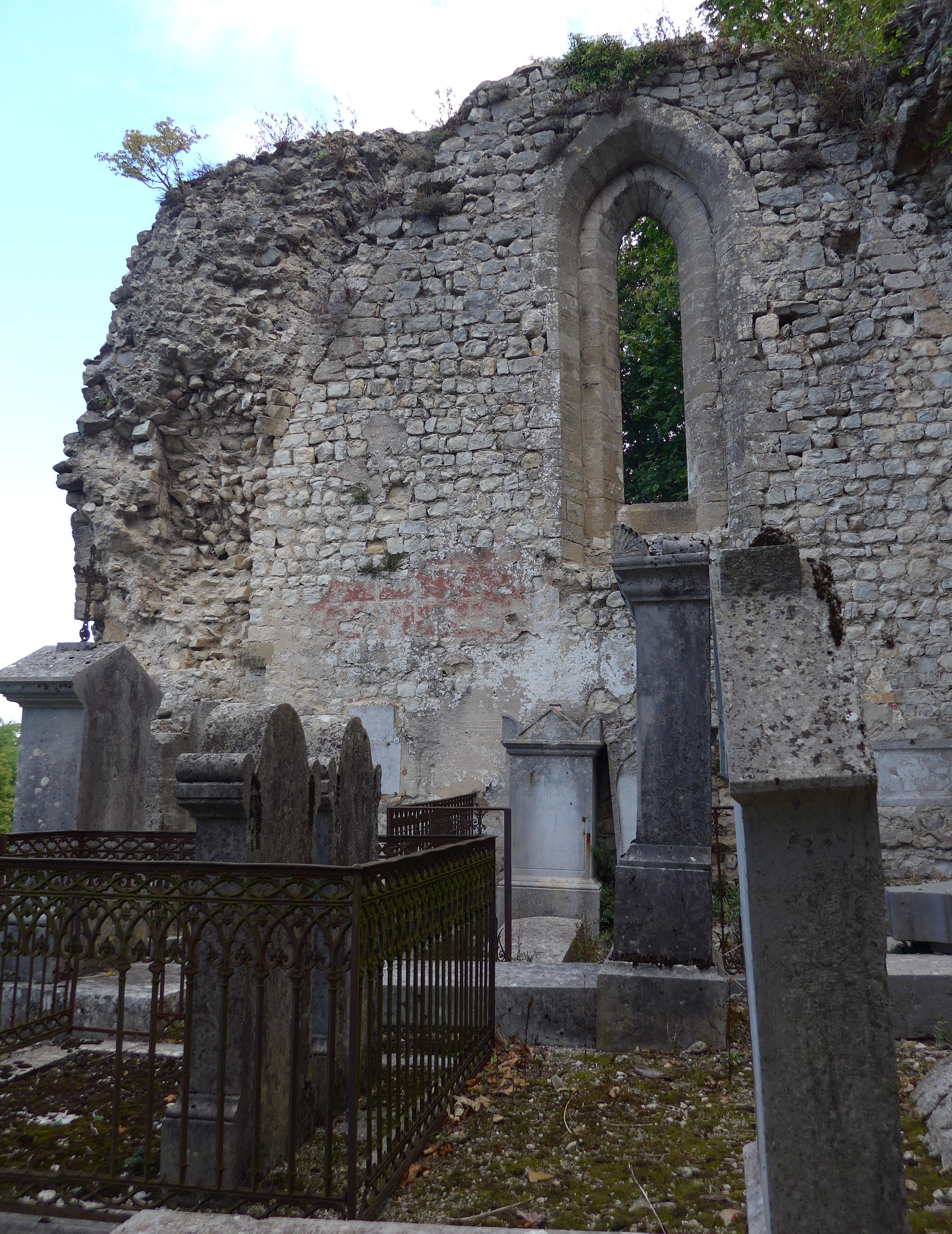
Mur nord du chœur
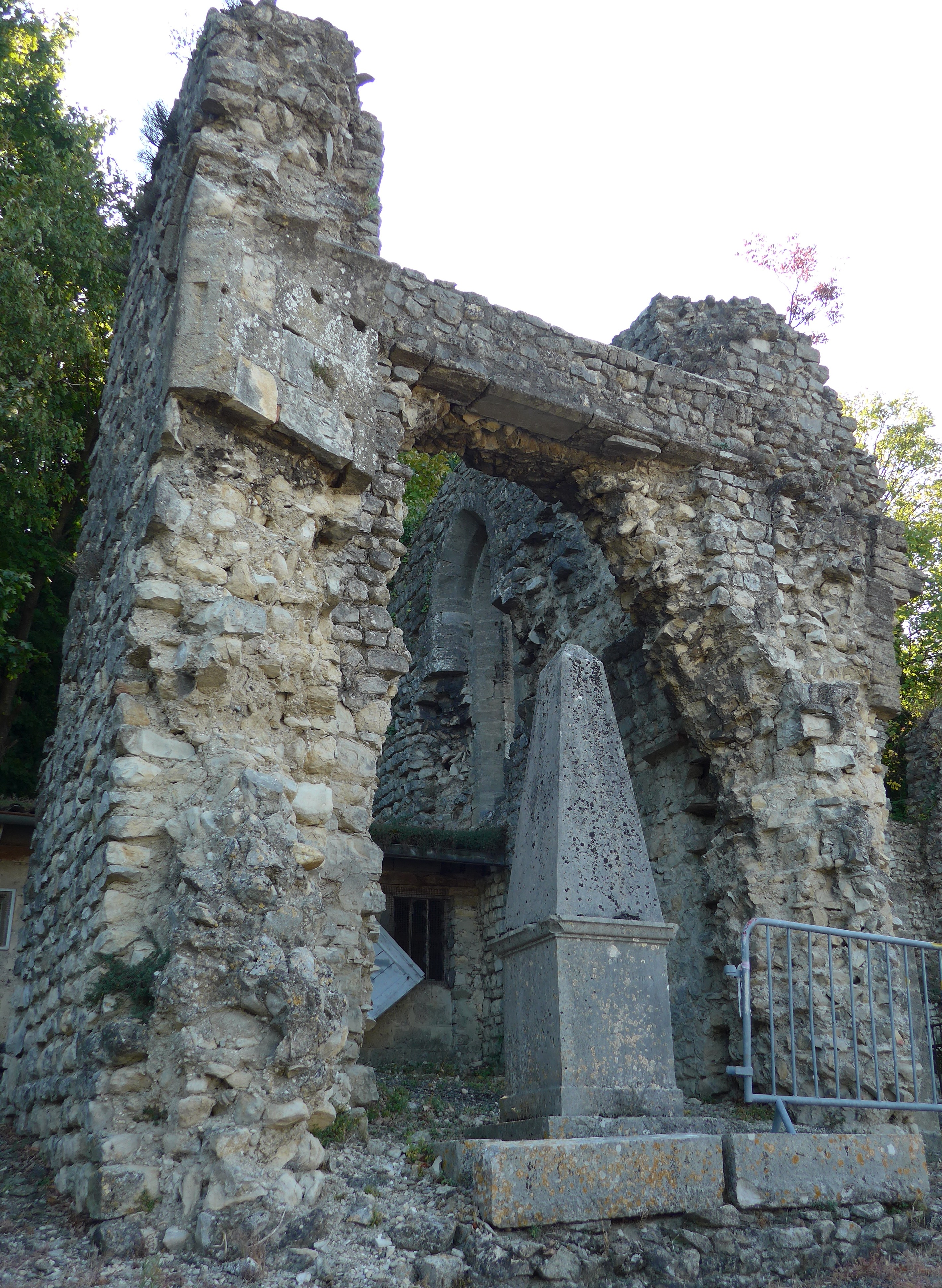
vestige de la chapelle nord